# Пушарраме
Пушарраме́ (фр. Poucharramet, окс. Pojarramet) — коммуна во Франции, находится в регионе Юг — Пиренеи. Департамент — Верхняя Гаронна. Входит в состав кантона Рьём. Округ коммуны — Мюре.
Код INSEE коммуны — 31435.

## География
Коммуна расположена приблизительно в 620 км к югу от Парижа, в 30 км к юго-западу от Тулузы.
На востоке коммуны протекает река Туш.

## Климат
Климат умеренно-океанический. Зима мягкая и снежная, весна характеризуется сильными дождями и грозами, лето сухое и жаркое, осень солнечная. Преобладают сильные юго-восточные и северо-западные ветры.

## Население
Население коммуны на 2010 год составляло 837 человек.
| 1962 | 1968 | 1975 | 1982 | 1990 | 1999 | 2010 |
| ---- | ---- | ---- | ---- | ---- | ---- | ---- |
| 524  | 504  | 560  | 621  | 649  | 680  | 837  |

## Администрация
| Период | Период | Фамилия         | Партия | Примечания |
| ------ | ------ | --------------- | ------ | ---------- |
| 1945   | 1995   | Жан План        |        |            |
| 1995   | 2014   | Жан-Жак Ле-Галь |        |            |
| 2014   | 2020   | Роже Дюзер      |        |            |

## Экономика
В 2010 году среди 553 человек трудоспособного возраста (15—64 лет) 418 были экономически активными, 135 — неактивными (показатель активности — 75,6 %, в 1999 году было 72,9 %). Из 418 активных жителей работали 370 человек (196 мужчин и 174 женщины), безработными было 48 (24 мужчины и 24 женщины). Среди 135 неактивных 45 человек были учениками или студентами, 56 — пенсионерами, 34 были неактивными по другим причинам.

## Достопримечательности
- Церковь Св. Мартина (XII век). Исторический памятник с 1906 года[4]

## Фотогалерея

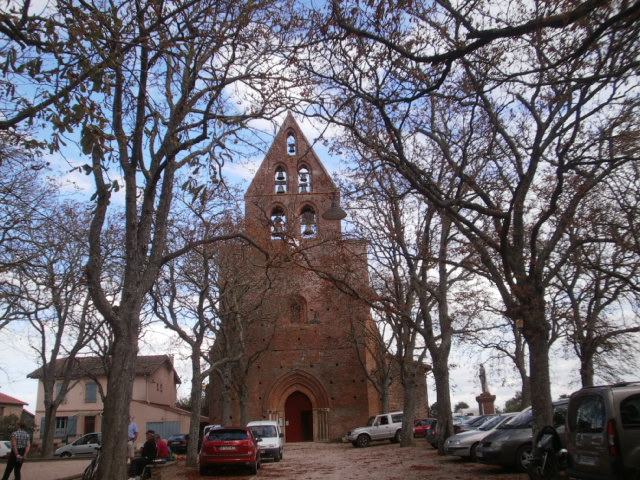
Церковь Св. Мартина
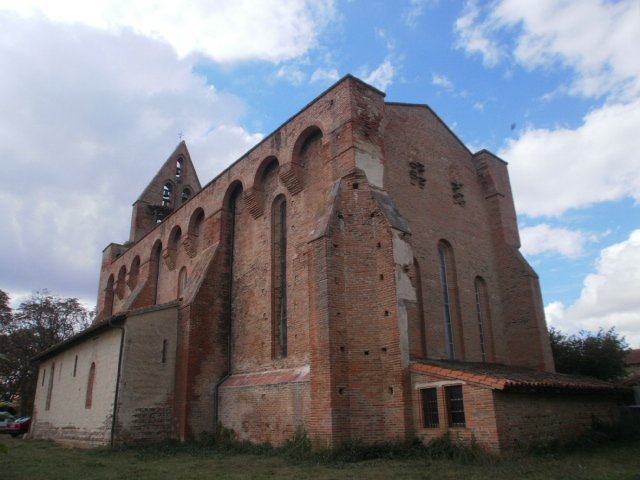
Церковь Св. Мартина
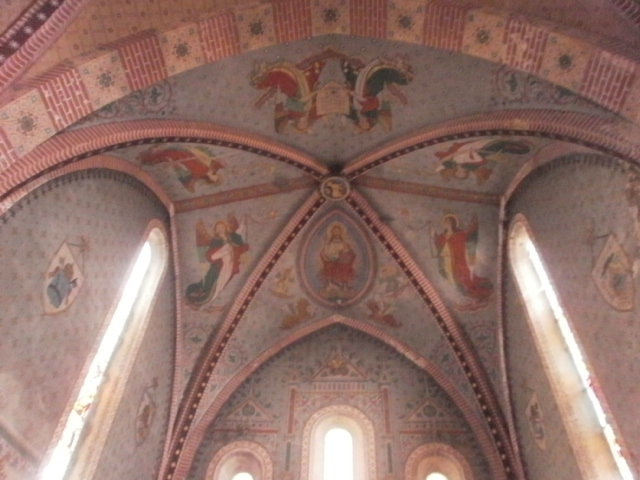
Интерьер церкви Св. Мартина
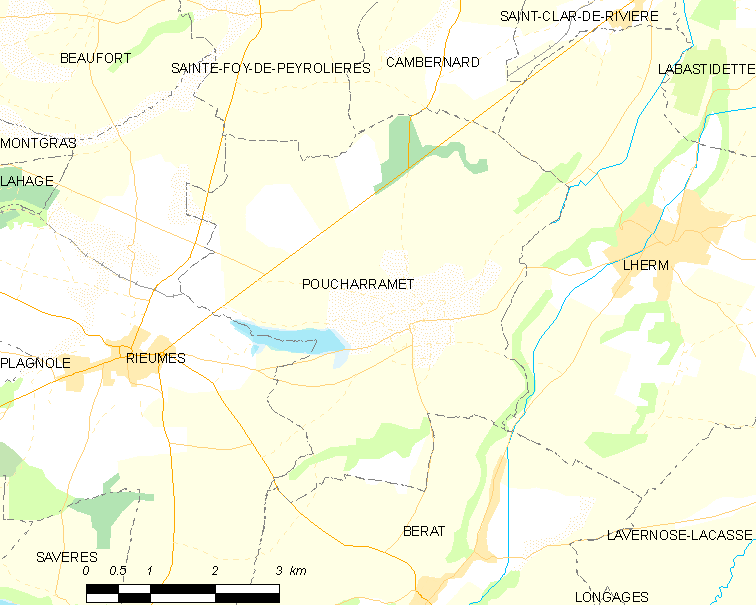
Карта коммуны